# Birdsall (New York)
Pour les articles homonymes, voir Birdsall.
Birdsall est une ville  du comté d'Allegany, dans l'État de New York, aux États-Unis,. En 2020, elle comptait une population de 190 habitants.

## Démographie
Lors du recensement de 2010, la ville comptait une population de 190 habitants.